# Taisei Inoue
Taisei Inoue (japanisch 井上 太聖 Inoue Taisei; * 1. Oktober 2002 in der Präfektur Tokio) ist ein japanischer Fußballspieler.

## Karriere
Taisei Inoue erlernte das Fußballspielen in der Schulmannschaft der Horikoshi High School sowie in der Universitätsmannschaft der Juntendō-Universität. Sie Spielzeit 2024 wurde er von der Universität an Sagan Tosu ausgeliehen. Der Verein aus Tosu spielte in der ersten Liga, der J1 League. Sein Erstligadebüt gab Inoue am 3. Juli 2024 (16. Spieltag) im Auswärtsspiel gegen die Yokohama F. Marinos. Bei dem 1:0-Auswärtserfolg stand er in der Startelf und wurde in der 25. Minute wegen einer Verletzung gegen Yōichi Naganuma ausgewechselt. Am Ende der Saison 2024 belegte er mit Sagan Tosu den letzten Tabellenplatz und musste somit in die zweite Liga absteigen. Nach der Ausleihe wurde er von Sagen Tosu im Februar 2025 fest unter Vertrag genommen.